# کلاوس سهرینگر
کلاوس سهرینگر (آلمانی: Klaus Zähringer؛ ۱۷ اکتبر ۱۹۳۹ - ۹ ژوئن ۲۰۲۴) تیرانداز اهل آلمان بود.
وی در مسابقات کشوری و بین‌المللی در مجموع برندهٔ ۱ مدال برنز شده‌است.